# Clearing
Clearing ist in der Wirtschaft der Anglizismus als Sammelbegriff für unterschiedliche Saldierungs- und Aufrechnungverfahren zwischen Wirtschaftssubjekten.

## Allgemeines
Das Wort Clearing ist das Gerundium für „säubern, klären“ (englisch to clear). Es tauchte erstmals im Zusammenhang mit den Londoner Clearinghäusern (englisch Clearing Houses) auf. Hierbei handelte es sich um Banken, die durch Abrechnungssysteme nur die überschießenden Salden aus eingelösten Schecks und Wechseln regulierten. Sie mieteten im Jahre 1770 ein Gebäude in der Lombard Street, als Organisation entstand das Bankers' Clearing House erst im Jahre 1775, das 1810 bereits 46 Mitglieder aufwies. Einen größeren Umfang erreichte der Clearingverkehr durch Beitritt der großen Aktienbanken im Jahre 1854 und der Bank of England (1864); die getätigten Umsätze erschienen in einem Clearing-Buch (englisch clearing book). Das erste US-amerikanische Clearing House entstand 1854 als New York Clearing House Association, 1856 folgte eines in Boston.
Die in Staatsverträgen („Clearingabkommen“) vereinbarten Vorschriften im Zahlungsverkehr bildeten sowohl in den Vorkriegs- als auch in den Kriegsjahren die Grundlage für die schweizerischen Wirtschaftsbeziehungen mit den Achsenmächten. Auch wenn die Abkommen offiziell Clearingabkommen hießen, so handelte es sich hierbei um Kompensationsgeschäfte, weil etwa 20 % des Volumens mit Devisen zu bezahlen waren.

## Clearingsysteme
Der weltweite Interbankenhandel wird geprägt durch großvolumige Bankgeschäfte im Geld-, Devisen-, Wertpapier- und Derivatehandel. Diese Geschäfte bestehen aus der gegenseitigen Lieferung und Zahlung Zug um Zug am Erfüllungstag. Um die Anzahl dieser Transaktionen zu vermindern, aber auch um Finanzrisiken auszuschalten, gibt es Clearingsysteme. Das Clearingsystem ist ein Medium zur rechtsverbindlichen Übertragung von Zahlungsmitteln oder Wertpapieren zwischen Wirtschaftssubjekten unter gleichzeitiger Verrechnung von Forderungen und Verbindlichkeiten zwischen Vertragsparteien.

## Arten
Clearingverfahren bestehen überall dort, wo massenhafte Zahlungsvorgänge stattfinden. Das ist insbesondere innerhalb von Konzernen und im Bankwesen der Fall.

### Industrieclearing
Beim klassischen Industrieclearing stehen zwei Nichtbank-Unternehmen in einer Lieferanten-Beziehung zueinander und einigen sich über eine Veränderung der Zahlungsfrist. Der überliquide Abnehmer akzeptiert ein zeitliches Vorziehen (englisch leading) der Zahlungsfrist durch Vorkasse, wobei ein niedrigerer Zins als der Geldmarktzins vereinbart wird. Das Hinauszögern der Zahlung (englisch lagging) geschieht etwa durch den Lieferantenkredit.

### Konzernclearing
Nichtbanken nutzen im Konzern das Konzernclearing als Aufrechnung konzerninterner Forderungen und Verbindlichkeiten zwischen Muttergesellschaft (Holding) und Tochtergesellschaften zwecks Verminderung der Zahlungsströme und der Transaktionskosten. Hierzu werden Verrechnungssysteme geschaffen („In-House-Banking“), die durch ein zentralisiertes Cash Management für den konzernweiten Ausgleich kurzfristiger Liquidität sorgen. Dabei fungiert die Muttergesellschaft als Clearinghaus, die über ein zentrales Konto (englisch cash-concentration account, master account) arbeitstäglich die Forderungen und Verbindlichkeiten im Konzern verrechnet. Der Zweck des Konzernclearing besteht in der Minimierung des Konzern-Bodensatzes an Liquidität. Erst wenn sämtliche konzerninternen Ausgleichsmöglichkeiten ausgeschöpft sind, wird der allgemeine Geldmarkt genutzt.
Während das Konzernclearing die Minimierung der konzerninternen Transaktionen bezweckt, dient das Cash-Pooling meist dem konzerninternen Liquiditätsausgleich.

### Bankwesen
Auf Englisch versteht die Europäische Zentralbank unter dem Begriff Clearing das Feststellen gegenseitiger Forderungen, Verbindlichkeiten und Lieferverpflichtungen. Die Bank für Internationalen Zahlungsausgleich (BIZ) versteht – ebenfalls auf Englisch  – unter Clearing die Übermittlung, Abstimmung und in einigen Fällen die Bestätigung von Abschlüssen sowie sonstigen für die Abwicklung bzw. für das Settlement notwendigen Angaben (z. B. Zahlungsweg, Ort und Zeit der Lieferung), eventuell auch das Settlement selbst. Optional kann eine Aufrechnung und Saldierung (Netting) der Geschäfte stattfinden. Das Clearing wird oft von einem Clearinghaus übernommen und soll eine nachfolgende fehlerfreie Abwicklung und den Eigentumsübergang gewährleisten.

#### Arten
Zu unterscheiden ist im Bankwesen zwischen dem Clearing im Zahlungsverkehr, bei Terminbörsen, im Wertpapiergeschäft und speziell für Credit Default Swaps.
- Im Zahlungsverkehr wird unter Clearing die Übermittlung, Abstimmung und in einigen Fällen auch die Bestätigung von Zahlungsaufträgen vor dem Zahlungsausgleich verstanden, was in Deutschland der Zahlungsverkehrsabwicklung entspricht.[12] Werden Zahlungseingänge und Zahlungsausgänge innerhalb der Kreditinstitute gegeneinander aufgerechnet und lediglich die Nettopositionen zum Zahlungsausgleich gebracht, spricht man auch von Abrechnung, Saldierung oder Skontration.
- Terminbörsen: Unter Clearing in Verbindung mit einer Terminbörse wird die Abwicklung, Besicherung und geld- und stückemäßige Regulierung aller an der Terminbörse abgeschlossenen Geschäfte verstanden.[13] Die Handelsabwicklung an Terminbörsen ist vor allem durch das Clearing- und Settlement-System charakterisiert, das durch das Clearinghaus institutionalisiert ist. Die Käufer und Verkäufer der Kontrakte sind nicht mehr Vertragspartner, weil das Clearinghaus der Terminbörse zwischen beide tritt und jeweils deren Vertragspartner (Kontrahent) wird.
- Wertpapierabrechnungssysteme greifen auf als Zentraler Kontrahent fungierende Clearinghäuser zurück, die zwischen Käufer und Verkäufer treten und somit beiden Vertragsparteien das Erfüllungsrisiko (Settlementrisiko) abnehmen. Die Wertpapiere lagern (meist als Wertrecht) bei einem Zentralverwahrer, der vom Clearinghaus die Weisungen im Hinblick auf die Wertpapierübertragung annimmt.
  - Beim Nettoclearing werden die sich aus den durchgeführten Geschäften zu Gunsten oder zu Lasten eines jeden Teilnehmers ergebenden Beträge dem beim Clearinghaus für den entsprechenden Teilnehmer unterhaltenen Konto gutgeschrieben bzw. belastet. Es findet – ähnlich wie bei einem Kontokorrentkonto  eine Saldierung von Forderungen und Verbindlichkeiten statt, so dass nur diese Differenzen periodisch abgewickelt und abgerechnet werden.
  - Beim Bruttoclearing dagegen findet eine solche Saldierung nicht statt, stattdessen wird jedes getätigte Geschäft einzeln abgerechnet.

In der Regel findet in keinem der beiden Verfahren eine physische Verschiebung von Wertpapieren statt. Die Papiere bleiben zum Beispiel in Deutschland meist bei der Clearstream Banking AG zentralverwahrt und werden lediglich elektronisch umgebucht.
- CDS-Clearing: Aufgrund der Finanzkrise ab 2007 wurden vermehrt Bestrebungen erkennbar, Clearinghäuser für diverse Arten von Finanzprodukten zu errichten. Insbesondere die Gründung von Clearingstellen für Credit Default Swaps (CDS) rückte in den Fokus der politischen und regulatorischen Diskussion mit dem Ziel, zukünftig die Risiken dieser Produkte abzusichern. Als weltweit erstes Clearinghaus bietet die Intercontinental Exchange seit März 2009 das entsprechende CDS-Clearing an. Im Juli 2009 startete ebenfalls die Deutsche Börse mit einem entsprechenden Clearingangebot. Im Dezember  2009 wurde ebenfalls der Start eines CDS-Clearingangebotes der CME Group bekannt.[14]

Im bargeldlosen Zahlungsverkehr fungiert die Zentralbank, bei Devisen die CLS-Bank und bei Wertpapieren ein Zentralverwahrer als Clearinghaus. Clearstream gehört zu den weltweit größten Clearinggesellschaften für Wertpapiere, die als Zentralverwahrer fungiert. Zu erwähnen ist auch Euroclear, die aber nicht das eigentliche Clearing übernimmt. Das Clearing der Transaktionen an der NYSE wird von der National Securities Clearing Corporation durchgeführt.

#### Clearingstufen
Es  gibt drei Clearingstufen:
- Internes Clearing (englisch in-house clearing) wird bei Zahlungen innerhalb einer Filialbank oder Institutsgruppe (etwa Sparkassen-Finanzgruppe) vorgenommen, Zahlungen werden über die Hauptstelle oder eine Verrechnungsstelle (Girozentrale bei Sparkassen) verrechnet.[15]
- Beim bilateralen Clearing sind zwei Kreditinstitute beteiligt, die entweder gegenseitig  als Korrespondenzbanken oder über die Zentralbank verrechnen.
- Der multilaterale Clearing findet über Clearingsysteme statt wie etwa das Echtzeit-Bruttoabwicklungssystem TARGET2 im Rahmen des ESZB.

Nur das multilaterale Clearing ist geeignet, Zahlungs-, Fremdwährungs-, Kredit- oder Liquiditätsrisiken zwischen den beteiligten Vertragsparteien auszuschalten.

#### Clearing-Banken
Clearing-Banken (englisch Clearing Banks) sind britische Banken, die dem Bankers' Clearing House angehören und deren Bezeichnung auf das zwischen ihnen stattfindende Aufrechnungsverfahren für Schecks zurückzuführen ist.

#### Aufsichtsrechtliche Behandlung
Die Kapitaladäquanzverordnung (englische Abkürzung CRR) befasst sich bankenaufsichtsrechtlich sehr ausführlich mit dem Clearing. Ihr geht es ausschließlich darum, dass Transaktionen vor der Insolvenz beteiligter Kreditinstitute, Gegenparteien oder zentralen Gegenparteien geschützt werden. Gemäß Art. 300 CRR bedeutet „insolvenzgeschützt“ in Bezug auf Kundenvermögenswerte, „dass wirksame Vereinbarungen bestehen, die verhindern, dass bei Insolvenz einer zentralen Gegenpartei oder eines Clearingmitglieds die Gläubiger dieser zentralen Gegenpartei bzw. dieses Clearingmitglieds auf jene Vermögenswerte zugreifen können, oder dass das Clearingmitglied auf die Vermögenswerte zugreifen kann, um Verluste abzudecken, die es aufgrund des Ausfalls eines oder mehrerer anderer Kunden als jener, die diese Vermögenswerte eingebracht haben, erlitten hat“. Ein Kreditinstitut, das als Clearingmitglied auftritt, darf seine Forderungshöhe bei Ausfall (EAD) gemäß Art. 304 Abs. 4 CRR mit einem geringeren Skalar multiplizieren, wenn es die Eigenmittelanforderungen für seine Risikopositionen gegenüber einem Kunden bewertet.
Nach der Verordnung (EU) Nr. 648/2012 dient das Clearing über eine zentrale Gegenpartei speziell der Ausschaltung des Gegenparteiausfallrisikos und definiert Clearing in Art. 2 Nr. 3 als „Prozess der Erstellung von Positionen, darunter die Berechnung von Nettoverbindlichkeiten, und die Gewährleistung, dass zur Absicherung des aus diesen Positionen erwachsenden Risikos Finanzinstrumente, Bargeld oder beides zur Verfügung stehen“. Nach Art. 2 Nr. 14 dieser Verordnung ist das Clearingmitglied „ein Unternehmen, das an einer zentralen Gegenpartei teilnimmt und für die Erfüllung der aus dieser Teilnahme erwachsenden finanziellen Verpflichtungen haftet“. Zentrale Gegenpartei (CCP) ist nach Art. 2 Nr. 1 eine juristische Person, die zwischen die Gegenparteien der auf einem oder mehreren Märkten gehandelten Kontrakte tritt und somit als Käufer für jeden Verkäufer bzw. als Verkäufer für jeden Käufer fungiert. Das Clearing über eine CCP dient speziell der Ausschaltung des Gegenparteiausfallrisikos und ist daher möglicherweise nicht die beste Lösung zum Umgang mit dem Abwicklungsrisiko.
Im März 2015 entschied der EuGH, dass Clearinghäuser zur Abwicklung von Wertpapieren in Euro nicht zwangsläufig im Euroraum ansässig sein müssen. Die EZB verfüge nicht über die notwendige Befugnis, die Tätigkeit von Wertpapierclearingsystemen einschließlich CCPs zu regulieren und darf deshalb nicht die Abwicklung von Wertpapiergeschäften in Euro ausschließlich im Euroraum vorschreiben.

### Barter-Clearing
Leidet der Käufer oder Importeur unter Geld- oder Devisenmangel, so hilft das  Barter-Clearing (oder englisch bartering). Hierbei werden Waren oder Dienstleistungen stets nicht bilateral, sondern multilateral über ein geldloses Verrechnungssystem zwischen gewerblichen und/oder privaten Teilnehmern aufgerechnet.

## Wirtschaftliche Aspekte
Banken müssen sich nicht mehr mit dem Gegenparteiausfallrisiko einer Vielzahl von Finanzdienstleistungsinstituten, Kreditinstituten oder Wertpapierfirmen befassen, sondern lediglich mit wenigen Clearinghäusern. Deren Gegenparteiausfallrisiko ist entweder sehr gering (manche Zentralbanken sind insolvenzunfähig wie die Deutsche Bundesbank; oder Clearinghäuser mit reiner Zahlungsabwicklung wie die CLS-Bank) oder banküblich (wie etwa The Clearing Corporation). Dadurch sinkt das Adressausfallrisiko, wodurch die Sicherheit der Marktteilnehmer zunimmt und das Insolvenzrisiko abnimmt. Fällt ein Clearingmitglied durch Insolvenz aus, kann dies zu einem Dominoeffekt unter den Marktteilnehmern führen und letztlich die Stabilität des Finanzmarktes gefährden.

## Abgrenzung
Clearing umfasst den verfahrensmäßigen Ablauf einer Verrechnung, während Netting die Rechtswirkung des Abrechnungsverfahrens bezeichnet. Damit ist im Zahlungsverkehr jedes Netting auch ein Clearing, während umgekehrt nicht jedes Clearingverfahren auch durch einen Netting-Prozess bewirkt werden muss.